# Тереза Белл (веслувальниця)
Тереза Белл (англ. Teresa Bell, 28 серпня 1966) — американська академічна веслувальниця.
Срібна призерка Олімпійських Ігор 1996 року в складі парної двійки легкої ваги.